# Rob Rusnov
Rob Rusnov, född 9 december 1973, är en kanadensisk bågskytt. Han deltog vid olympiska sommarspelen 1996 och olympiska sommarspelen 2000.